# 新発田本村
新発田本村（しばたほんそん）は、かつて新潟県北蒲原郡にあった村。

## 沿革
- 1889年（明治22年）4月1日 - 町村制施行に伴い北蒲原郡新発田本村（旧新発田城下の武家屋敷地）が村制施行し、北蒲原郡新発田本村が発足。
- 1901年（明治34年）11月1日 - 新発田町と合併し、新発田町を新設して消滅。